# كميل مبارك
المونسنيور كميل مبارك (ولد في 15 ديسمبر 1947 في كفرنيس، لبنان) هو عالم سياسي لبناني، وأكاديمي، وشاعر، وكاتب، وكاهن ماروني. كتب وألقى محاضرات على نطاق واسع حول السياسة اللبنانية والسلام والديمقراطية.

## حياته
وُلدَ المونسنيور كميل مبارك في الخامس عشر من كانون الأول سنة 1947 في كفرنيس – لبنان. كاتب وشاعر وباحث بدأ مسيرته العمليَّة في التعليم المدرسي ثمَّ الجامعي. امتاز بحسن التوفيق بين التزامه الديني والتعاطي بالشأن العام في الحقل السياسي. أبرز تعاليمه تندرج في إطار المبادئ الأساسية للتعليم الاجتماعي السليم، فاعتُبِرت أفكاره مرجعًا فكريًّا وقيمة عمليَّة في صنع السلام في وطنٍ تعدُّدي تتجاذبه المذاهب التي تؤدِّي مواقِفُها، أحيانًا إلى التصادم.

### السلطة الكنسية ومواقف المونسنيور مبارك السياسية
إن التداخل بين السلطة الدينية والسلطة السياسية أمر لازم الكنيسة المارونية منذ نشأتها. انطلاقًا من هذا التداخل، رفض المطران بولس مطر ترشيح المونسنيور مبارك للانتخابات النيابية عام 2009، علمًا أن المونسنيور مبارك كان مرشحًا للفوز بأغلبية شعبية. أثار رفض ترشيح مبارك خيبة وتساؤلات حول دور الكنيسة في الساحة السياسية، خاصة في ظل الارتباط التاريخي القوي بين السلطة الكنسية والسلطة السياسية في لبنان.
وفي سنة 2022، أرسل رئيس أساقفة بيروت للموارنة المطران بولس عبد الساتر رسالة إلى المونسنيور مبارك يطلب فيها منه التوقف عن التحدث في الشؤون السياسية عبر وسائل الإعلام. وقد تسبب هذا الفعل في انقسام حاد في المجتمع المسيحي في لبنان، حيث عارضت غالبية المواطنين، بما في ذلك الذين لا ينتمون إلى الطوائف المسيحية، قرار الكنيسة. كما أثار هذا الأمر انتقادات صادرة عن دوائر الأمم المتحدة التي أعربت عن قلقها إزاء هذا العمل المناهض لحقوق الإنسان من قبل الكنيسة. واستهجن الشعب اللبناني والمعلقون السياسيون لماذا يحق للمطران بولس عبد الساتر ولغيره الظهور الإعلامي في الوقت الذي يمنعون فيه المونسنيور مبارك من الظهور الإعلامي. حتى إن بعض المراجع تساءلت عما إذا كان لهذا المنع من الظهور الإعلامي علاقة بمسألة ترسيم الحدود البحرية بين لبنان وإسرائيل، لأن المونسنيور مبارك كان يشدد في مقابلاته على أحقية لبنان في بعض المناطق وفي استخراج الغاز. وأضافت هذه المراجع متسائلة عما إذا كان هناك علاقة بين هذا المنع وتوقيف المطران الماروني الحاج الذي أتى من الأراضي المحتلة حاملاً مبالغ كبيرة من المال إلى لبنان.

### نظرة تحليلية
مَن يطالع دواوين الشعر عند الأب مبارك يستطيع أن يلمس بسهولة الموسيقى الغالبة على الالتزام بالشعر الكلاسيكي ذاك أنَّه احترم حق الأذن في الإصغاء إلى الشعر ولم يستغنِ عن القوافي المتعددة ضمن إطار التفعيلة الواحدة وتجزئة الأوزان.
أمَّا في المحتوى فقد مزج الرمزية الفرنسية والتأملية الألمانية جاعِلاً من شعره مدرسة بحد ذاتها تقرب من الفلسفة ولا تبتعد عن الرومنسية. فشعر الأب مبارك يدعوك إلى التأمل بالوجود مشبعاً بالإيمان.
أمَّا مؤلفاته السياسية الاجتماعية  فمن الواضح أنه تأثر ب يورغن هابرماس وألسدير ماكنتاير دون التنكر لمبادئ الليبرالية التي تعتبر وجود الفرد قبل الأمة وقبل الدولة، مع الاحترام الواضح لما ينادي به أصحاب المدرسة الجماعية مشدِّداً على ضرورة إيجاد قواسم مشتركة تجمع جميع الناس، من أجل تعايش مقبول ومسالم بين الأقليات على أنواعها، وبخاصة أن العالم اليوم وبعد الهجرات الكثيفة لم يعد ذا وجه ثقافي واحد. هذه القواسم المشتركة لا تتعارض مع شُرَع حقوق الإنسان، ولكنها تعتمد قواعد أخرى أمثال: احترام الأمومة، ونجْدَة الضعيف، والاهتمام بالطفولة، وسلامة البيئة، همَّه من كل هذا الابتعاد عن أسباب الحروب الثقافية التي تنتقل إلى مراحلها العسكرية.

### في حقل التعليم
بدأ الأب كميل مبارك رحلته التعليمية في المعهد البروتستانتي في بيروت وفي مدرسة الرابطة اللبنانية ثم مدرسة السيدة – الجمهور للآباء اليسوعيين ثم مدرسة الحكمة في بيروت وبرازيليا – بعبدا. ومن المدارس إلى الجامعات حيث علَّم في معهد الاهوت للآباء اليسوعيين، كما علَّم في جامعة الحكمة ومعظم مواضيعه التعليمية تتناول الأنتروبولوجيا والأخلاقيات والتعدِّدية الثقافية والعلوم السياسية. وله في كل هذه عدد من المؤلفات.
تسلم رئاسة مدرسة الحكمة في بيروت من 1987 إلى 1997، ثم مدرسة الحكمة في جديدة المتن من 1997 إلى 1999، ثم رئاسة جامعة الحكمة بين 2011 و 2015، وكان قبل ذلك عميداً لكلية العلوم السياسية والعلاقات الدولية على مدى خمس عشرة سنة. وفي سنة 2015 تسلَّم عمادة معهد الدكتوراه في جامعة الحكمة.

### الأب مبارك الكاهن
رُسم كاهناً في التاسع من حزيران سنة 1984 وخدم في عدد من رعايا أبرشية بيروت المارونية، نذكر منها: رعية السيدة في عين سعاده ومار جرجس في  بيت مري ومار يوسف في الأشرفية - بيروت ومار انطونيوس في جديدة المتن والسيدة في الحدث، وكان في كل مراحل خدمته ناشطاً في حقلي الرعائيات والمواعظ اللاهوتية والاجتماعية.

### الطفولة والمرحلة المدرسية والجامعية
وُلد كميل بن مبارك مبارك في الخامس عشر من كانون الأول سنة 1947 تَعلَّم طفلاً على يدِ والديه ثم التحق بمدرسة المرسلين اللبنانيين في جونيه ومنها إلى مدرسة عين داره الرسمية ثم ثانوية فرن الشباك أيام المدير شفيق سُعَيد، وهناك أنهى دراسته الثانوية – فرع الفلسفة عام 1967، بعدها التحق بجامعة القديس يوسف للآباء البسوعيين في بيروت وتخصص بالآداب وتخرج حاملاً دكتوراه وعنوان أطروحته «التمييز العنصري عند ابن خلدون»، ومنها إلى جامعة الروح القدس - الكسليك في جونيه، حيث تخصص بالفلسفة والاهوت، وبعدها ذهب إلى روما في ايطاليا والتحق بجامعة مار يوحنا الحبريَّة في اللاتران وتخرج حاملاً دكتوراه في تعليم الكنيسة الاجتماعي وتعمق في النظريات الاقتصادية والسياسية والاصلاحية. وكان عنوان أطروحته: «مسألة الأقليات بين السياسة والدين.»

## مؤلفاته
في الشعر :
- خيبة أمل، منشورات الحكمة، بيروت، 2000
- رسائل مني إليّ، منشورات الحكمة، بيروت، 1998
- سَفَر بلا مسافات، منشورات الحكمة، بيروت، 1996
- حين تزهر الجراح، منشورات الحكمة، بيروت، 1992
- قناديل لا تنطفئ، منشورات الحكمة، بيروت، 1987

في النثر :
- حين يكثر الحصرم، منشورات الحكمة، بيروت، 2017
- من جنى التجارب III [7]، منشورات الحكمة، بيروت، 2015
- من حنى التجاربII [8]، منشورات الحكمة، بيروت، 2013
- من جنى التجارب، منشورات الحكمة، بيروت، 2012
- حقاً والأمان لجميعكم، منشورات الحكمة، بيروت، 2010
- الجذور الثقافية للحروب اللبنانية، مشترك مع جان بولس[9]، منشورات الحكمة، بيروت، 2009
- المبادئ الأساسية لتعليم الكنيسة الاجتماعيِّ، منشورات الحكمة، بيروت، 2007
- أعرف بماذا أؤمن، منشورات الحكمة، بيروت، 2007
- تأمُّلات أسبوع الآلام، منشورات الحكمة، بيروت، 2005
- تأمُّلات في سكون الكلمات، منشورات الحكمة، بيروت، 2005
- حوار بلا ألوان، منشورات الحكمة، بيروت، 2004
- مشكلة الأقليات وأطر التعايش بين الثقافات (بالفرنسية)، منشورات الحكمة، بيروت، 2002
- التعدُّديَّة الثقافية في الفكر السياسي المعاصر، منشورات الحكمة، بيروت، 2001
- الأنتروبولوجيا والأخلاق الاجتماعية، منشورات الحكمة، بيروت، 2001
- قبل أن تمتلئ السنابل، منشورات الحكمة، بيروت، 1999
- الله على ألسنة الشعراء، منشورات الحكمة، بيروت، 1994
- حكاية الواقع اللبناني، 1976

### روابط خارجية - فيديو
- Al Mayadeen - 16-08-2018 - حوار الساعة
- OTV - 04-07-2018 - حوار اليوم مع المونسنيور كميل مبارك
- الديار - 25-12-2017 - هل سيترشح المونسنيور كميل مبارك للانتخابات النيابية؟
- OTV - 24-12-2017 - حوار اليوم مع المونسنيور كميل مبارك
- OTV - 05-11-2017 - حوار اليوم مع المونسنيور كميل مبارك
- OTV - 04-10-2016 - حوار اليوم مع المونسنيور كميل مبارك
- LBCI - 11-12-2013 - كلام الناس